# Chris Rainbow

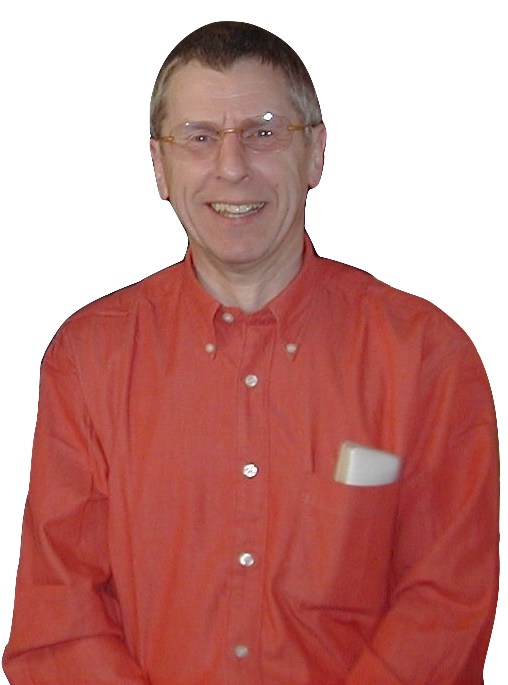
Chris Rainbow (2001)

Christopher James Harley, bekannt unter dem Künstlernamen Chris Rainbow (* 18. November 1946 in Glasgow, Schottland; † 22. Februar 2015 auf der Isle of Skye), war ein schottischer Pop-Rock-Sänger und Musiker, dessen Songs Give Me What I Cry For und Solid State Brain in den 1970er-Jahren oft von den britischen Radio-DJs Kenny Everett und Tony Blackburn gespielt wurden.
Neben seiner Solokarriere war er Sänger und Vokalarrangeur, der mit vielen Rock-, Pop- und Progressive-Bands sowie Solokünstlern sang. Zuletzt besaß er ein eigenes Studio und arbeitete als angesehener Produzent.

## Biografie
Er wurde als Sohn von James Harley und Pamela Clapham geboren. Er nahm den Künstlernamen „Rainbow“ an, um Verwechslungen mit Steve Harley von Cockney Rebel zu vermeiden. Er begründete die Namensänderung so:

“Steve Harley was at his peak and I didn’t want any confusion. The name Rainbow was found one evening as me and some friends were watching TV and the reporter’s name flashed on the screen as ‘Christopher Rainbow’, so that was that.”

„Steve Harley war auf dem Höhepunkt seiner Karriere und ich wollte keine Verwirrung. Der Name Rainbow wurde eines Abends gefunden, als ich und einige Freunde fernsahen und der Name des Reporters auf dem Bildschirm als "Christopher Rainbow" auftauchte, das war es also.“

In den 1960er Jahren studierte er zunächst Grafik, bevor er sich der Musik zuwandte, unter anderem zeichnete er Cartoons für die Untergrundzeitung „The Word“ in Glasgow, und studierte an der „Society for Psychical Research“ (Gesellschaft für psychische Forschung) in Glasgow. Rainbow litt an Balbuties, d. h. er stotterte beim Sprechen, was beim Singen allerdings nicht auffiel.

## Musikalische Laufbahn
Zwischen 1972 und 1973 war Rainbow mit der Band Hopestreet aktiv und nahm mit ihr zwei Singles auf: Iron Sky / Never Mind und Wait Until Tomorrow / Ladies (At The Bottom Of A Garden). Danach nahm er zunächst als Christopher Rainbow die Singles Give Me What I Cry For und Solid State Brain im Jahr 1974 auf, die zwar Radio-Hits waren, aber nie in die Charts gelangten. Mr. Man und Gimme Just A Little Beat Of Your Heart folgten ein Jahr später.
Nach diesen Veröffentlichungen änderte er seinen bisherigen Künstlernamen endgültig in Chris Rainbow und veröffentlichte drei Soloalben: Home of the Brave (1975), Looking Over My Shoulder (1978) und White Trails (1979). Die Titel dieser Alben sind auf den Alben The Best Of Chris Rainbow (1994), The Best of Chris Rainbow, 1972–1980 (2000) und The Chris Rainbow Anthology 1974–1981 (2001) zusammengefasst, die in Einzel- und Doppel-CD-Sets erschienen sind und Radiospots und seltenes Material enthalten.
Rainbow komponierte auch Musik für das EMI-Projekt Body Music, das seine dafür geschriebenen Songs zusammen mit Brian Aris’ Fotografien auf einer Laserdisc bzw. einer VHS-Kassette enthielt. In einem Interview mit dem Musikmagazin „The Avenue Fanzine“ sagte Rainbow 1988 dazu: „A lousy video, but three reasonably good songs among the six.“ Einige Titel sind auf der in Japan beim ATOZ Label 2018 erschienenen White Trails (Expanded Edition) Ausgabe zu hören.
Rainbow erhielt durch die Unterstützung des DJs und Radiomoderatoren Kenny Everett breitere Anerkennung für seine Musik, der Mitte der 1970er Jahre bei Capital Radio 95.8FM in London Rainbows Kompositionen ausgiebig vorstellte. Einige der Jingles, die Rainbow zu dieser Zeit für Capital Radio produzierte, wurden später auf den Alben Unreleased & Demo Tracks 1973–1983 (2000) und Waves (2008) veröffentlicht, die weitere Outtakes, Demos und bisher unveröffentlichtes Material enthalten.
1979 begann Rainbow auch seine lange Zusammenarbeit mit The Alan Parsons Project, auf deren Alben er von Eve bis zu Alan Parsons’ Soloalbum The Time Machine von 1999 mitwirkte. Er beteiligte sich auch an anderen mit Alan Parsons assoziierten Produktionen, z. B. 1982 an Can This Be Paradise von Panarama (mit Ian Bairnson und dem deutschen Keyboarder Hermann Weindorf) und 1990 an Freudiana von Eric Woolfson und Alan Parsons.
1980 ging Rainbow mit Jon Anderson auf Tournee und wirkte an den beiden Titeln Song of Seven (1980) und an Animation (1983) mit.
In den frühen 1980er Jahren schloss sich Rainbow der Gruppe Camel an, wirkte auf den Alben The Single Factor und Stationary Traveller mit und trat mit ihnen auf ihrer Tournee 1984 auf. Aufnahmen dieser Tournee wurden auf dem Album Pressure Points veröffentlicht. Rainbow sang auch auf dem Soloalbum Heart Of The Universe von Ton Scherpenzeel (Kayak), der 1984 Keyboarder bei Camel war.
Rainbow steuerte im Laufe seiner Karriere auch als Background Sänger zu einer Vielzahl von Alben bei, darunter auf And How! von Blonde on Blonde (1978), Another Sleeper (1979) von Max Middleton (Jeff Beck, Chris Rea) und Robert Ahwai (Chris Rea), Killdozers (französische Band) selbstbetiteltes Album Killdozer (1980), Beauty Life von Trevor Herion (1983), Elaine Pages selbstbetiteltes Album Elaine (1983), Waking Up with the House on Fire von Culture Club (1984), Desire von Toyah Willcox (1987), Small But Hard von Lenny Zakatek (1989), King & Queen (1996) und Fetish (2000) von Tomoyasu Hotei.

### Die „One Man Beach Boys“
Chris Rainbows Verehrung für Brian Wilson ist nicht erst seit Dear Brian (aus dem Album Looking Over My Shoulder) offensichtlich. Alan Parsons nannte ihn wegen seiner Vokalarrangements im Nachruf sogar die „One Man Beach Boys“. Ein beredtes Zeugnis dafür findet sich vor allem auf dem 2008 veröffentlichten Album Waves. Dieses Album enthält u. a. Demo Aufnahmen, die Rainbow in den KPM Studios in London in den 1970er und 1980er Jahren aufnahm. Insbesondere die Titel In Love With Love, Ring Ring (Intro à la Brian Wilson), die Capital Radio DJ Jingles (die Rainbow für Capital Radio 95.8FM produzierte) und White Trails (Backing Track) sprechen eine deutliche Sprache. Die mehrstimmigen Vokalarrangements, die Harmoniefolgen sowie die gesamte Songstruktur z. B. in In Love With Love erinnern doch sehr an Surf’s Up von den Beach Boys.

„"Counterpoint" was one of the important lessons I learned by osmosis through listening to Brian Wilson's work. By the time he was constructing the Beachboys Today album, he was experimenting with counterpoint at the end of each song, turning the outro into a separate piece of music.
"Kontrapunkt" war eine der wichtigen Lektionen, die ich durch Osmose lernte, als ich Brian Wilsons Arbeit hörte. Zu der Zeit, als er das Album "Beachboys Today" aufnahm [1965, Anm. d. Verf.], experimentierte er mit dem Kontrapunkt am Ende eines jeden Songs und machte das Outro zu einem separaten Musikstück.“

## Produktionen
Rainbow arbeitete in den 1970er und 1980er Jahren als Produzent an verschiedenen Singles und Alben im Vereinigten Königreich, darunter die Singles It Doesn't Really Matter Now von Justin & Wylde im Jahr 1975, Such A Lovely Night und Cafe A Go Go von Sunfighter in den Jahren 1976 bzw. 1977, der Song Does It Rain (When You Get Lonely) aus der Single Steady Love von Nobby Clark (Bay City Rollers) im Jahr 1977 und Les Lavins Love's At The Bottom im Jahr 1980. Rainbow war Produzent von Lennie Macdonalds Hard Road im Jahr 1975, Dave Lewis From Time To Time im Jahr 1976 und John Townleys Townley im Jahr 1979. Rainbow produzierte auch zusammen mit Max Middleton unter dem Pseudonym Maximum Penetration, das 1980 eine selbstbetitelte Single, Maximum Penetration, herausbrachte.

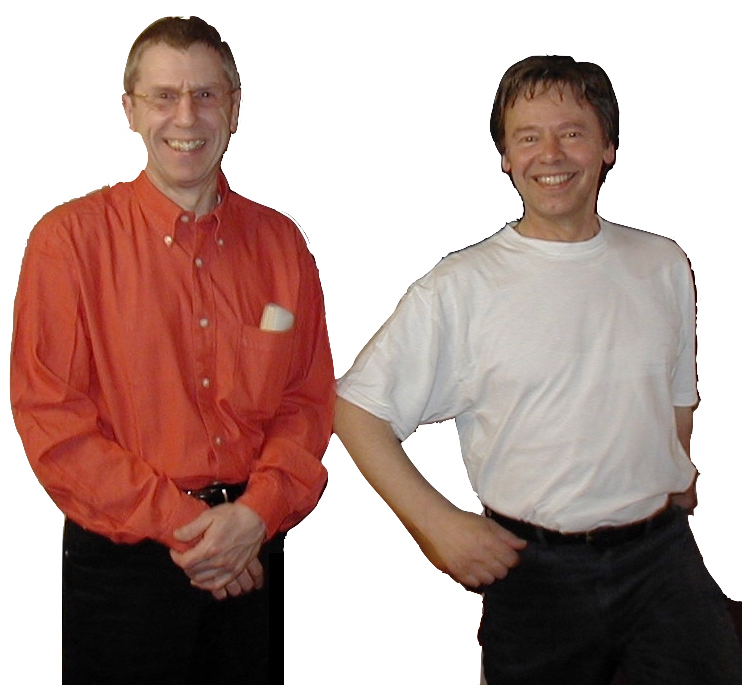
Chris Rainbow und David Paton 2001 in Ludwigshafen, auf einer Donnie Munro Tournee

Rainbow produzierte mehrere Alben für die schottisch-gälische Rockgruppe Runrig, beginnend mit der Single Loch Lomond im Jahr 1982, dann die Alben Heartland im Jahr 1985, The Cutter & The Clan im Jahr 1987, Once In A Lifetime (1988), Capture The Heart (1990), The Big Wheel (1991), Amazing Things (1993) und In Search of Angels (1999), alle unter seinem Geburtsnamen Chris Harley. Auch Solowerke für die früheren Runrig-Mitglieder Blair Douglas und Donnie Munro mit Douglas’ Alben Beneath The Beret 1990 und A Summer In Skye 1996 und Munros On The West Side 1999, Donnie Munro - Live im Jahr 2001, Across The City And The World im Jahr 2002, die Single Down Under im Jahr 2003, Gaelic Heart im Jahr 2003 und Heart Of America - Across The Great Divide im Jahr 2006 wurden unter seiner Führung produziert. Mit Donnie Munro war Chris Rainbow auch auf Tournee, unter anderem auch 2001 in Deutschland, unterstützt vom Pilot-Bassisten David Paton.
1987 produzierte Rainbow das Album Restless Spirit von R.A.F. Bereits 1976 produzierte er Musik für R.A.F.s Leadsänger David Valentine mit der Single Second Hand Ladies und 1986 unter dem Namen Chris Harley mit der Single We Can Only Dream. Er produzierte ebenso die Single Saturday Night Sunday Morning von The River Detectives (1989) und deren Studioalbum Elvis Has Left The Building im Jahr 1996. Im gleichen Jahr produzierte er das Album The Half Tail der schottischen Folk-Rock Gruppe Wolfstone.

## Studio
Rainbow baute und leitete das Vital Spark Music Studio auf der Isle of Skye, wo mehrere Künstler wie Donnie Munro, Blair Douglas und KT Tunstall Alben aufnahmen. Im Jahr 2000 arbeitete er angeblich an seinem vierten Soloalbum, das den Titel In a Perfect World tragen sollte. Es wurde nie veröffentlicht. Vital Spark stellte EM Records Musik für die Veröffentlichungen The Instrumental Chris Rainbow und Love You Eternally E.P. im Jahr 2000 zur Verfügung, wobei einer der Tracks, Sea Drift, ursprünglich für In a Perfect World vorgesehen war.

## Tod
Chris Rainbow starb am 22. Februar 2015 nach einem langen Kampf gegen die Parkinson-Krankheit. Er hinterlässt seine Frau Ibby Harley und seinen Sohn Lewis Harley. Seine sterblichen Überreste wurden am 27. Februar in einer privaten Zeremonie eingeäschert. Brian Wilson schreibt in seinem Nachruf: „I felt really bad to hear about Chris Rainbow passing away, he was too young. I remember in the late 1970s, a friend played "Dear Brian" for me and I was touched and honored by it. It was a beautiful track. I wish the best for Chris's family and friends. Love & Mercy, Brian.“ (Übersetzung: „Es tat mir wirklich leid, vom Tod von Chris Rainbow zu hören, er war zu jung. Ich erinnere mich, dass in den späten 1970er Jahren ein Freund mir 'Dear Brian' vorspielte, und ich war gerührt und geehrt davon. Es war ein wunderschönes Stück. Ich wünsche der Familie und den Freunden von Chris das Beste. Love & Mercy, Brian.“)

## Diskografie

### Soloalben
- 1975: Home of the Brave
- 1978: Looking over My Shoulder
- 1979: White Trails
- 1984: Body Music (auf Laserdisc & VHS, mit Fotos von Brian Aris)

### Kompilationen
- 1994: The Best of Chris Rainbow
- 2000: The Instrumental Chris Rainbow
- 2000: The Best of Chris Rainbow 1972–1980
- 2000: Unreleased & Demo Tracks, 1973–1983
- 2001: The Chris Rainbow Anthology, 1974–1981
- 2008: Waves

### Kooperationen
- 1979: Eve - The Alan Parsons Project
- 1980: Song of Seven – Jon Anderson
- 1980: The Turn of a Friendly Card - The Alan Parsons Project
- 1982: Can this be Paradise - Panarama
- 1982: Animation – Jon Anderson
- 1982: Eye in the Sky - The Alan Parsons Project
- 1982: The Single Factor - Camel
- 1983: Ammonia Avenue - The Alan Parsons Project
- 1984: Stationary Traveller - Camel
- 1984: Vulture Culture - The Alan Parsons Project
- 1984: Pressure Points - Camel
- 1984: Heart of the Universe - Ton Scherpenzeel
- 1985: Stereotomy - The Alan Parsons Project
- 1987: Gaudi - The Alan Parsons Project
- 1990: Freudiana - Eric Woolfson
- 1999: The Time Machine - Alan Parsons